# Ken Page

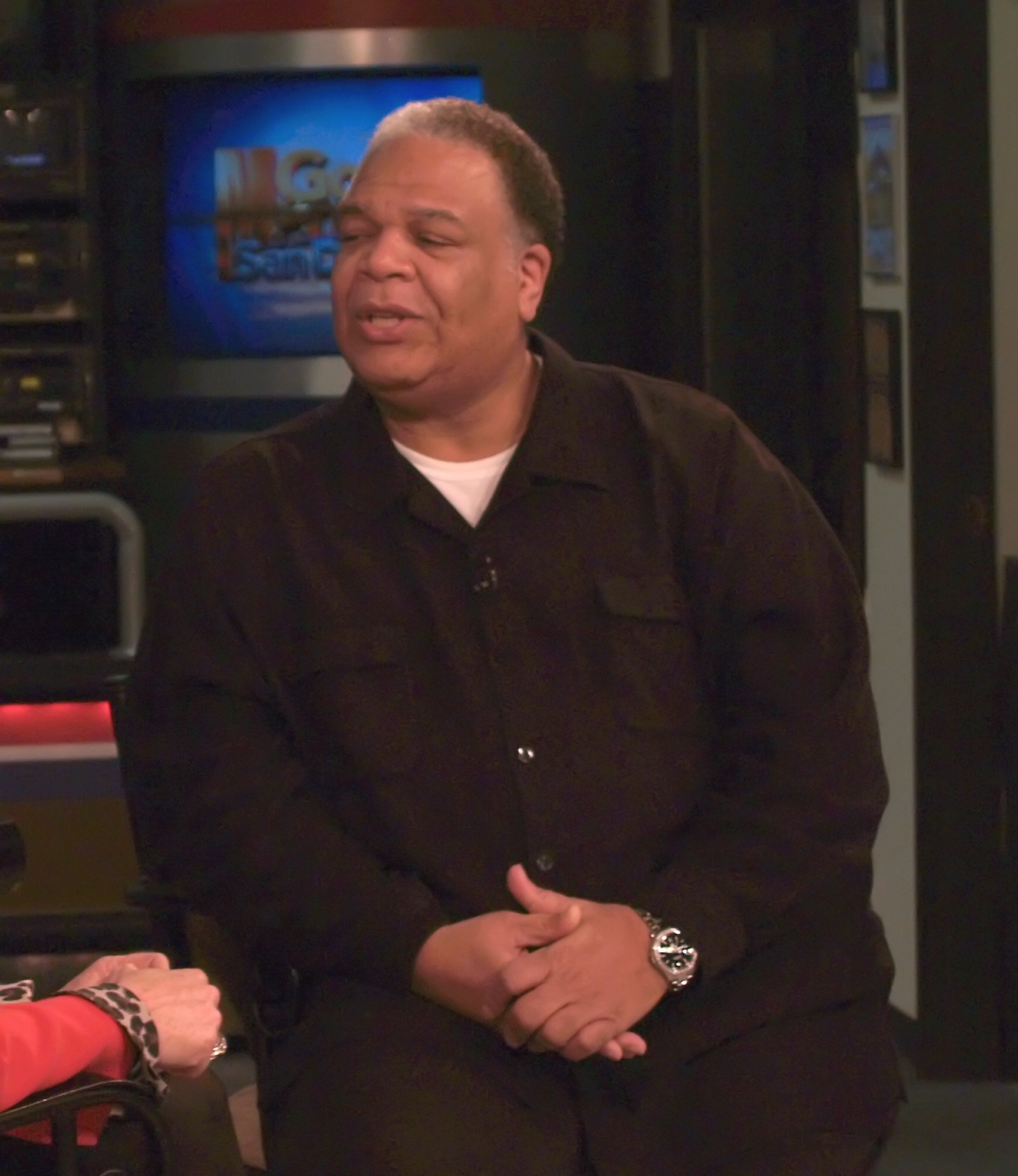
Page, 2008.

Kenneth "Ken" Page, född 20 januari 1954 i Saint Louis, Missouri, död 30 september 2024 i Saint Louis, Missouri, var en amerikansk röstskådespelare, skådespelare och sångare. Han gjorde bland annat rösten till Oogie Boogie i Nightmare Before Christmas.